# Хорације
Квинт Хорације Флак (лат. Quintus Horatius Flaccus; Веноза, 8. децембар 65. п. н. е. - 27. новембар 8. п. н. е.) је био највећи римски лирски песник током владавине Октавијана Августа.

## Биографија
Хорације је рођен у децембру 65. п. н. е. у Венусији, Италија, умро је 27. новембра 8. п. н. е. у Риму. Његов отац је био роб који је стекао слободу пре Хорацијевог рођења. Могло би се претпоставити да је у ропство пао за време Помпеја, односно након Спартаковог устанка. Свог сина је одвео у једну од најпознатијих школа познатог Сабелијанца по имену Орбилус (који је по Хорацију био присталица телесног кажњавања). 46. п. н. е. Хорације посећује предавања на Атинској Академији где прве стихове почиње да пише на грчком. Кад је Брут у Атини прикупљао војску против Октавијана и Антонија, заједно са синовима Цицерона и Катона, у њу ступа и Хорације. Међутим, у бици код Филипа, република је поражена. Када је проглашена амнестија за све оне који су се борили против Октавијана, Хорације се вратио у Италију, само да би сазнао да му је отац умро, а имање конфисковано, чиме је Хорације запао у сиромаштво. Ипак, успео је да се запосли као писар у уреду квестора, што му је омогућило да вежба своје поетске способности. 38. п. н. е. је доведен код Мецене, ученог човека из Етрурије из централне Италије, који је био главни политички саветник Августа. Мецена је Хорација увео у песнички књижевни круг, а уз то му поклонио и луксузну вилу.

## Дела
Датирање Хорацијевих дела није прецизно познато и научници често расправљају о тачном редоследу којим су први пут „објављена“. Постоје уверљиви аргументи за следећу хронологију:
- Сатире 1 (c. 35–34. п. н. е.)
- Сатире 2 (c. 30. п. н. е.)
- Еподе (30. п. н. е.)
- Оде 1–3 (c. 23. п. н. е.)[nb 1]
- Епистлес 1 (c. 21. п. н. е.)
- Кармен секуларе (17. п. н. е.)
- Епистлес 2 (c. 11. п. н. е.)[nb 2]
- Оде 4 (c. 11. п. н. е.)
- Арс поетика (c. 10–8. п. н. е.)[nb 3]